# Damon Galgut
Œuvres principales
- Un docteur irréprochable, 2003
- L'Imposteur, 2008
- Dans une chambre inconnue, 2010
- The Promise, 2021

Damon Galgut est un dramaturge et romancier sud-africain, né le 12 novembre 1963 à Pretoria. Il est un écrivain majeur de l'Afrique du Sud post-apartheid. Il vit au Cap.

## Biographie
Damon Galgut grandit à Pretoria dans une famille des milieux judiciaires. À six ans lui est diagnostiqué un cancer. Il relate cette expérience et ses conséquences dans son roman Small Circle of Beings, écrit à 25 ans. « Cela reste l'élément central, le cataclysme de ma vie. Le besoin d'écrire vient de là, car j'associais les livres et la lecture à l'amour et l'attention, à un certain niveau. C'était la seule chose que j'ai jamais vraiment voulue faire. » Il passe de nombreux mois alité, les membres de sa famille lui lisant des livres.
Diplômé en arts dramatiques à l'université du Cap (spécialité acteur), il écrit, à 17 ans, son premier roman (A Sinless Season) qui est publié en 1984. Il retourne à l'université du Cap pour enseigner la même matière durant huit ans. Personnage introverti et timide, son expérience en tant qu'acteur le détourne de la scène. Il abandonne le drame pour se concentrer sur le roman.
En 1992, son roman The Beautiful Screaming of Pigs reçoit le CNA Prize (Central News Agency Literary Prize), l'un des plus importants prix sud-africains.
Son livre le plus célèbre reste Un docteur irréprochable, qui est récompensé par le Commonwealth Writers Prize en 2003 et apparait sur la liste de sélection finale du Man Booker Prize de la même année. En 2008, c'est son livre L'imposteur qui remporte le University of Johannesburg Prize, second prix littéraire d'Afrique du Sud. En 2010, Dans une chambre inconnue apparait également sur la liste de sélection finale du Man Booker Prize.
De retour au théâtre, il dirigea également une production de la pièce de Samuel Beckett En attendant Godot avec une troupe sélectionnée d'acteurs du Cap. Il assuma pour cela toutes les fonctions, de la mise en scène à la production. Appréciant grandement la partie artistique, il garde un souvenir pénible de l'aspect organisationnel.
Engagé dans des causes humanitaires, il figure parmi les quatorze auteurs ayant contribué à l'ouvrage Writing on the Edge: Great Contemporary Writers on the Frontline of Crisis publié en 2010 par Médecins sans frontières (MSF). Le livre présente des récits vécus par les auteurs sur le théâtre des interventions de MSF dans des pays en crise. Alors qu'il devait partir en Somalie, la situation instable dans ce pays poussa à un changement pour l'Ouganda vivant une période d'insurrection.
Le 3 novembre 2021, il reçoit le Booker Prize pour son roman The Promise.

## Thèmes
« La littérature s'exprime complètement en prenant l'être humain comme thème. C'est le genre d'écriture qui m'intéresse » raconte-t-il dans une interview lors de la publication de son livre Un docteur irréprochable. Les relations entre les hommes, les jeux de pouvoir entre individus et les forces qui les lient ou les divisent forment le thème central de ses premières œuvres, et il y revient dans Une chambre inconnue. Décrié en Afrique du Sud pour éluder les questions politiques liées à la chute de l'apartheid, il remplit cette attente de la critique dans Un docteur irréprochable ou L'imposteur. Cependant, il refuse les étiquettes et ne veut pas être prisonnier de l'histoire de son pays, des conséquences politiques et sociales, comme seul thème littéraire.
Il prône l'idée que la mémoire n'est pas fiable, estompant la ligne ténue entre œuvre de fiction et travail autobiographique.
Voyageur solitaire, il préfère les destinations oubliées où il ne connaît personne, thème que l'on retrouve dans plusieurs de ses œuvres. Il déplore le manque de vie culturelle et intellectuelle en Afrique du Sud, société trop tournée vers le sport.

## Récompenses
- 2021 : Booker Prize pour The Promise[8].

## Œuvres

### Romans
- (en) A Sinless Season, Penguin, 1984
- (en) Small Circle of Beings, Constable, 1988
- (en) The Beautiful Screaming of Pigs, Scribners, 1991
- La faille, Éditions de l'Olivier, 1998 ((en) The Quarry, Viking, 1995), trad. Hélène Papot
- Un docteur irréprochable, Éditions de l'Olivier, 2005 ((en) The Good Doctor, Atlantic Books, 2003), trad. Hélène Papot
- L'imposteur, Éditions de l'Olivier, 2010 ((en) The Impostor, Atlantic Books, 2008), trad. Hélène Papot
- Dans une chambre inconnue, Éditions de l'Olivier, 2013 ((en) In a Strange Room, Atlantic Books, 2010), trad. Hélène Papot
- L’Été arctique, Éditions de l'Olivier, 2016 ((en) Arctic Summer, Atlantic Books, 2014), trad. Hélène Papot
- La Promesse, Éditions de l'Olivier, 2022 ((en) The Promise, Penguin, 2021), trad. Hélène Papot  (ISBN 978-2-82-36-1701-6)

### Théâtre
- (en) Echoes of Anger: And, No.1 Utopia Lane, J. Ball, 1983
- (en) Party for Mother
- (en) Alive and Kicking
- (en) The Green's Keeper

## Cinéma
Son roman La faille est adapté au cinéma en 1998 par Marion Hänsel avec John Lynch. Le film remporte le prix du meilleur film au Festival des films du monde de Montréal en 1998.

## Sources
1. 1 2  https://www.theguardian.com/books/2003/sep/28/fiction.features1, interview de Galgut par Stephanie Merritt, The Observer, 28 septembre 2003
2. 1 2  « Damon Galgut - British Council Literature », sur britishcouncil.org via Wikiwix (consulté le 13 octobre 2023).
3. 1 2 3  http://www.conjunctions.com/webcon/galgut11.htm, interview par Kianoosh Hashemzadeh donnée à l'occasion de la publication de son roman Une chambre inconnue
4. ↑  http://www.librarything.com/bookaward/Central+News+Agency+Literary+Award, liste des vainqueurs du CNA Prize
5. ↑  « Damon Galgut », sur themanbookerprize.com via Wikiwix (consulté le 13 octobre 2023).
6. ↑  (en) « Damon Galgut's In a Strange Room Shortlisted for the 2010 MAN Booker Prize », sur Penguin SA @ Sunday Times Books LIVE (consulté le 8 avril 2023).
7. ↑  « Writing on the Edge », sur doctorswithoutborders.org via Internet Archive (consulté le 13 octobre 2023).
8. 1 2  « Le Booker Prize récompense l’auteur sud-africain Damon Galgut », Le Monde.fr,‎ 4 novembre 2021 (lire en ligne, consulté le 4 novembre 2021)
9. ↑  Damon Galut, entrevue par Hubert Artus, « Damon Galgut : « La “nouvelle Afrique du Sud” est une imposture » », sur Rue89, nouvelobs.com, 21 juin 2010.
10. ↑  https://www.nytimes.com/movies/movie/173498/The-Quarry/overview, revue du New York Times sur le film